# 프리오노수쿠스
프리오노수쿠스(Prionosuchus)는 고생대 페름기 중기에 남아메리카에 서식한 분추목 양서류의 일종으로, 속명은 톱 악어라는 뜻이다. 뾰족한 이빨이 늘어선 긴 주둥이가 마치 톱을 연상시킨다는 이유로 톱을 뜻하는 그리스어 프리온(πρίων)을 따왔다.
프리오노수쿠스가 속한 아르케고사우루스과는 페름기 악어의 생태 지위를 차지하고 있던 과였는데, 그 중에서도 최대종으로서 페름기 중기 무렵 브라질 지역의 생태계에서 최상위 포식자 역할을 담당하고 있었을 양서류가 프리오노수쿠스였을 것으로 여겨진다. 덩치에 비해 사지가 매우 짧고 빈약한 편이었기 때문에 아마 주로 물 속에서 살았으리라 추정되며, 현생 악어처럼 몸통과 꼬리를 이용해 추진력을 얻는 방식으로 헤엄치면서 먹이 활동을 했을 것으로 추정되고 있다.

## 발견
1948년 학계에 처음 보고될 당시 그 근거가 되었던 화석은 브라질 북동부 마라냥(Maranhão) 주 페드라두포구층에서 발굴된 주둥이 앞부분에 해당하는 길이 30cm 가량의 두개골 일부와 대퇴골 하나가 전부였다.
전체 길이가 50cm 남짓 되었을 것으로 추정되는 두개골은 마치 가비알처럼 주둥이 끝으로 갈수록 가늘고 좁아지는 형태를 하고 있었으며, 주둥이를 따라 뾰족한 이빨이 늘어서 있음에 주목하여 주로 물고기를 잡아먹었을 것으로 추정되었다.
그러나 1972년, 두개골 일부와 견갑골, 갈비뼈 몇 개 등이 부분적으로 보존된 화석이 발견된 이후 몸집에 대한 기존의 관점은 완전히 바뀌게 된다. 발견된 주둥이 부분 골격 화석의 크기를 다른 표본들과 비교한 결과 두개골 길이만 무려 1.6m에 총 몸길이 9m에 육박했을 것이라는 기존보다 훨씬 큰 추정치가 나왔기 때문이다. 하지만 최근에는 해당 추정치가 과대 추정이라는 이유로 최대 몸길이가 5.5m 이상으로 줄어들었다. 이는 양서류 마스토돈사우루스 다음으로 큰 크기이며 현생 파충류들 중에서도 최대 사이즈에 해당하는 바다악어를 제외한 모든 악어들보다 큰 크기다.